# Roger Rioland
Roger Rioland (né le 20 octobre 1924 à Vitry-sur-Seine et mort le 23 mars 2018 à Ivry-sur-Seine) est un coureur cycliste français.

## Biographie
Roger Rioland a été un très bon pistard qui a eu son heure de gloire, en poursuite individuelle et en demi-fond juste après la seconde Guerre mondiale. Son club était l'Athletic Club de Boulogne-Billancourt (ACBB) .
Roger Rioland a longtemps pratiqué le cyclotourisme au sein du Vélo Sportif Villecresnois (94) et du Comité départemental de Cyclotourisme du Val de Marne.
En 2008, il a été décoré de la médaille d'or de la jeunesse et des sports.

## Palmarès sur piste
- 1946 :  Champion du monde de poursuite amateur.

Championnat de France de poursuite
Nota : Ce championnat se courait plusieurs fois dans l'année entre 1950 et 1956.
- 1948 : Champion de France de poursuite
- 1951 (en mars) : 3e derrière Paul Matteoli et Roger Piel,
- 1951 (en juillet) : 2e derrière Paul Matteoli,
- 1951 (en décembre) :  Champion de France de poursuite devant Paul Matteoli,
- 1952 (en juin) :  Champion de France de poursuite devant Paul Matteoli,
- 1952 (en décembre) : 2e derrière Henri Andrieux,
- 1953 (en juin) : 2e derrière Henri Andrieux.

C'est Roger Hassenforder qui apparaît sur les tablettes de ce championnat en 1954 et un certain Jacques Anquetil qui va le gagner en 1955 et 1956.
Championnat de France amateur de demi-fond :
- 1954 : 2e derrière Roger Queugnet,
- 1955 : 2e derrière Roger Queugnet.

## Palmarès sur route
- 1944
  - Paris-Évreux
- 1947
  - Critérium du Centre
- 1951
  - 3e du Grand Prix d'Espéraza
- 1952
  - 3e étape du Tour de l'Oise